# ウィリアム・クルーン
ウィリアム・クルーン（William Croone、1633年9月15日 - 1684年10月12日）は、イギリスの医師で、王立協会の創立会員の一人である。著書に『筋肉運動の理由』(De ratione motus Musculorum:1664年)がある。

## 略歴
ロンドンに生まれた。ケンブリッジ大学エマニュエル・カレッジに学んだ。1659年に一般向けに講義するグレシャム教授職（Gresham Professor of Rhetoric in London）に選ばれた。王立協会の設立に関わり、協会が国王の認可を受けると1963年5月20日に設立会員の1人となり、その後もしばしば運営委員を務め、最初のフェローの一人となった。1670年にチャールズ・スカーボロ（Charles Scarborough）の後をついで、外科医組合（Company of Surgeons）の解剖学の講義を行った。
1664年に『筋肉運動の理由』を出版した。筋肉の運動を無数な小胞からなる筋肉に精気のような液体が流れこんで中央部が膨らむことによって長さが収縮するというモデルで説明しようとし、空の膀胱に水を注ぎこんで、膨らまして錘を持ち上げる実験を行った。